# Rouslan Adjindjal
Rouslan Alekseïevitch Adjindjal (en russe : Руслан Алексеевич Аджинджал), né le 22 juin 1974 à Soukhoumi, en Géorgie, est un footballeur russe ayant évolué au poste de milieu de terrain.
Il est le frère jumeau de Beslan Adjindjal, lui aussi footballeur, avec qui il a régulièrement joué durant sa carrière.
Après la fin de sa carrière de joueur, il occupe le poste de président de la fédération de football de l'Abkhazie entre octobre 2015 et janvier 2017. 

## Biographie

### Carrière de joueur
Natif de Soukhoumi en Abkhazie, Adjindjal est formé à Gagra dans la même région, où il évolue au sein du club local du Dinamo durant sa jeunesse. Il y dispute un match en quatrième division soviétique en 1991 avant de rejoindre la même année le Dinamo Soukhoumi d'Oleg Dolmatov, avec qui il termine la saison en deuxième division.
À la suite de la disparition du club en raison de la guerre d'Abkhazie, Adjindjal signe au Droujba Maïkop, au sein de la nouvelle deuxième division russe, en 1992. Il y évolue pendant deux saisons, disputant soixante-sept matchs pour treize buts marqués. Il rejoint par la suite le Baltika Kaliningrad en 1994. Avec celui-ci, Adjindjal remporte le championnat de deuxième division en 1995 et découvre la première division lors de la saison 1996. Il y fait également ses premiers pas en coupe d'Europe en prenant part à la Coupe Intertoto en 1998, où il dispute quatre matchs et inscrit deux buts. Relégué avec le club la même année, il s'en va finalement à l'issue de la saison 1999.
Après un passage d'un an et demi à Moscou au Torpedi-ZIL, avec qui il connaît une nouvelle promotion en 2000, Adjindjal repart en deuxième division l'année suivante en rejoignant l'Ouralan Elista à la mi-saison 2001. Il y obtient à nouveau la promotion à l'issue du championnat. Connaissant à nouveau la relégation en 2003, il reste à Elista jusqu'à la mi-saison 2004 avant de rejoindre le Terek Grozny, récent vainqueur de la Coupe de Russie. Il y prend notamment part à la Coupe UEFA 2004-2005, où il joue les quatre matchs de l'équipe face au Lech Poznań puis le FC Bâle, tandis que le Terek remporte le championnat de deuxième division.
Après une nouvelle saison à Grozny, qui s'achève sur la relégation directe du club, Adjindjal part l'année suivante pour le récemment promu Vladivostok, avec qui il atteint notamment la septième place du championnat russe. Il quitte le club en 2007 pour rejoindre le Krylia Sovetov Samara. Il y passe trois saisons, et prend part à la Coupe UEFA en 2009, jouant les deux matchs de son équipe face au St. Patrick's Athletic qui s'achèvent sur l'élimination du Krylia.
Adjindjal rejoint en 2011 le Volga Nijni Novgorod, où il évolue deux saisons et dispute soixante-huit matchs pour deux buts marqués. Après un bref retour au Krylia lors de la saison 2013-2014, il effectue un dernier passage au FK Krasnodar, où il dispute treize matchs au cours de la saison 2014-2015, dont deux en Ligue Europa, et termine troisième du championnat. Il annonce officiellement la fin de sa carrière le 15 juin 2015, à quelques jours de son quarante-et-unième anniversaire.

### Carrière dans le management
Quelques mois après sa retraite sportive, Adjindjal devient président de la fédération de football de l'Abkhazie en octobre 2015, étant élu à l'unanimité en tant que seul candidat,. Il quitte son poste au mois de janvier 2017.
En parallèle de son poste de président, il intègre l'encadrement technique du FK Krasnodar en juillet 2016 en tant qu'adjoint d'Oleg Kononov. Il travaille par la suite sous les ordres d'Igor Chalimov à partir du mois de septembre de la même année après le départ de Kononov. Il quitte le club en décembre 2017.

## Statistiques
| Saison                | Club                     | Championnat           | Championnat | Championnat | Coupe(s) nationale(s) | Coupe(s) nationale(s) | Compétition(s) continentale(s) | Compétition(s) continentale(s) | Compétition(s) continentale(s) | Total | Total |
| Saison                | Club                     | Division              | M.          | B.          | M.                    | B.                    | Comp.                          | M.                             | B.                             | M.    | B.    |
| 1991                  | Dinamo Gagra             | D4                    | 1           | 0           | -                     | -                     | -                              | -                              | -                              | 1     | 0     |
| 1991                  | Dinamo Soukhoumi         | D2                    | 14          | 1           | -                     | -                     | -                              | -                              | -                              | 14    | 1     |
| Sous-total            | Sous-total               | Sous-total            | 15          | 1           | -                     | -                     | -                              | -                              | -                              | 15    | 1     |
| 1992                  | Droujba Maïkop           | D2                    | 31          | 5           | 4                     | 2                     | -                              | -                              | -                              | 35    | 7     |
| 1993                  | Droujba Maïkop           | D2                    | 32          | 6           | 5                     | 0                     | -                              | -                              | -                              | 37    | 6     |
| Sous-total            | Sous-total               | Sous-total            | 63          | 11          | 9                     | 2                     | -                              | -                              | -                              | 72    | 13    |
| 1994                  | Baltika Kaliningrad      | D2                    | 37          | 5           | 1                     | 0                     | -                              | -                              | -                              | 38    | 5     |
| 1995                  | Baltika Kaliningrad      | D2                    | 31          | 1           | 3                     | 0                     | -                              | -                              | -                              | 34    | 1     |
| 1996                  | Baltika Kaliningrad      | D1                    | 23          | 2           | -                     | -                     | -                              | -                              | -                              | 23    | 2     |
| 1997                  | Baltika Kaliningrad      | D1                    | 32          | 4           | 1                     | 0                     | -                              | -                              | -                              | 33    | 4     |
| 1998                  | Baltika Kaliningrad      | D1                    | 27          | 1           | 1                     | 1                     | CI                             | 4                              | 2                              | 32    | 4     |
| 1999                  | Baltika Kaliningrad      | D2                    | 32          | 10          | 2                     | 0                     | -                              | -                              | -                              | 34    | 10    |
| Sous-total            | Sous-total               | Sous-total            | 182         | 23          | 8                     | 1                     | -                              | 4                              | 2                              | 194   | 26    |
| 2000                  | Torpedi-ZIL Moscou       | D2                    | 36          | 6           | 2                     | 0                     | -                              | -                              | -                              | 38    | 6     |
| 2001                  | Torpedi-ZIL Moscou       | D1                    | 15          | 0           | -                     | -                     | -                              | -                              | -                              | 15    | 0     |
| Sous-total            | Sous-total               | Sous-total            | 51          | 6           | 2                     | 0                     | -                              | -                              | -                              | 53    | 6     |
| 2001                  | Ouralan Elista           | D2                    | 14          | 2           | 2                     | 1                     | -                              | -                              | -                              | 16    | 3     |
| 2002                  | Ouralan Elista           | D1                    | 26          | 2           | 1                     | 0                     | -                              | -                              | -                              | 27    | 2     |
| 2003                  | Ouralan Elista           | D1                    | 28          | 5           | 2                     | 0                     | -                              | -                              | -                              | 30    | 5     |
| 2004                  | Ouralan Elista           | D2                    | 15          | 2           | 1                     | 0                     | -                              | -                              | -                              | 16    | 2     |
| Sous-total            | Sous-total               | Sous-total            | 83          | 11          | 6                     | 1                     | -                              | -                              | -                              | 89    | 12    |
| 2004                  | Terek Grozny             | D2                    | 20          | 2           | 3                     | 0                     | C3                             | 4                              | 0                              | 27    | 2     |
| 2005                  | Terek Grozny             | D1                    | 29          | 0           | 2                     | 0                     | -                              | -                              | -                              | 31    | 0     |
| Sous-total            | Sous-total               | Sous-total            | 49          | 2           | 5                     | 0                     | -                              | 4                              | 0                              | 58    | 2     |
| 2006                  | Luch-Energia Vladivostok | D1                    | 25          | 2           | 2                     | 0                     | -                              | -                              | -                              | 27    | 2     |
| 2007                  | Luch-Energia Vladivostok | D1                    | 27          | 0           | -                     | -                     | -                              | -                              | -                              | 27    | 0     |
| Sous-total            | Sous-total               | Sous-total            | 52          | 2           | 2                     | 0                     | -                              | -                              | -                              | 54    | 2     |
| 2008                  | Krylia Sovetov Samara    | D1                    | 28          | 1           | 1                     | 0                     | -                              | -                              | -                              | 29    | 1     |
| 2009                  | Krylia Sovetov Samara    | D1                    | 23          | 1           | 1                     | 0                     | C3                             | 2                              | 0                              | 26    | 1     |
| 2010                  | Krylia Sovetov Samara    | D1                    | 16          | 1           | 1                     | 0                     | -                              | -                              | -                              | 17    | 1     |
| Sous-total            | Sous-total               | Sous-total            | 67          | 3           | 3                     | 0                     | -                              | 2                              | 0                              | 72    | 3     |
| 2011-2012             | Volga Nijni Novgorod     | D1                    | 34          | 2           | 4                     | 0                     | -                              | -                              | -                              | 38    | 2     |
| 2012-2013             | Volga Nijni Novgorod     | D1                    | 29          | 0           | 1                     | 0                     | -                              | -                              | -                              | 30    | 0     |
| Sous-total            | Sous-total               | Sous-total            | 63          | 2           | 5                     | 0                     | -                              | -                              | -                              | 68    | 2     |
| 2013-2014             | Krylia Sovetov Samara    | D1                    | 30          | 0           | -                     | -                     | -                              | -                              | -                              | 30    | 0     |
| 2014-2015             | FK Krasnodar             | D1                    | 9           | 0           | 2                     | 0                     | C3                             | 2                              | 0                              | 13    | 0     |
| Sous-total            | Sous-total               | Sous-total            | 39          | 0           | 2                     | 0                     | -                              | 2                              | 0                              | 43    | 0     |
| Total sur la carrière | Total sur la carrière    | Total sur la carrière | 664         | 61          | 42                    | 4                     | -                              | 12                             | 2                              | 718   | 67    |

## Palmarès
Adjindjal remporte la deuxième division russe à deux reprises, d'abord en 1995 avec le Baltika Kaliningrad puis en 2004 avec le Terek Grozny. Il est également finaliste de la Supercoupe de Russie avec ce dernier club l'année suivante.